# الشويرب
الشويرب قرية بولاية نهر النيل تقع جنوب مدينة الدامر ويحدها من الشمال قرية العقيدة ومن الجنوب قرية الحرة، والنيل شرقا وجبل العقيدة وصحراء بيوضة غربا.